# Kecamatan Rumbia (distrikt i Indonesien, Sulawesi Tenggara)
Kecamatan Rumbia (indonesiska: Rumbia) är ett distrikt i Indonesien.   Det ligger i provinsen Sulawesi Tenggara, i den centrala delen av landet, 1 700 km öster om huvudstaden Jakarta.